# Polski Trambech (obchtina)
Polski Trambech (bulgare : Полски Тръмбеш) est une obchtina de l'oblast de Veliko Tarnovo en Bulgarie.